# 黎元偉
黎元偉（1933年8月22日—1975年4月30日），是一位越南共和國陸軍的准將，生於越南北部的山西市。他曾經擔任第5步兵師師長，於1975年4月30日西貢淪陷，收到投降命令後自殺身亡。其兄是南越陸軍中將黎元康。

## 生平
黎元偉1933年8月22日出生於越南北部的山西省的一個有着好學傳統的家庭，屬於“黎元”家族。

## 自殺
1975年4月30日，在聽到楊文明總統要求越南共和國軍各級將士放下武器在原地等待越南南方民族解放陣線的部隊到來的命令後，黎元偉命令士兵在基地門口懸掛白旗，並讓下屬解散。然後，他在萊溪的司令部舉槍自盡。
他的屍體被安葬在司令部軍營附近的橡膠林裡。1975年5月2日，黎元偉的親戚將他的屍體抬回舊邑行通西葬。